# لوئیس لومبارد
لوئیس لومبارد (انگلیسی: Louise Lombard؛ زادهٔ ۱۳ سپتامبر ۱۹۷۰) بازیگر اهل بریتانیا است.
از فیلم‌ها یا برنامه‌های تلویزیونی که وی در آن نقش داشته‌است، می‌توان به برژراک، سی‌اس‌آی، افسانه مومیایی، هیدالگو و اِستر اشاره کرد.